# Нухиу, Атде
Атде Нухиу (алб. Atdhe Nuhiu; 29 июля 1989, Приштина, Косово, СФРЮ) — косоварский футболист, нападающий австрийского клуба «Райндорф Альтах». Выступал в национальной сборной Косова.

## Клубная карьера
Атде Нухиу — воспитанник австрийского клуба «Вельс», за который он играл в региональной лиге. Летом 2008 года косовар стал футболистом команды австрийской Бундеслиги «Аустрия Кернтен». 25 июля того же года он дебютировал на высшем уровне, выйдя на замену во втором тайме гостевого поединка против клуба ЛАСК. Спустя 15 минут после выхода Нухиу забил свой первый гол в Бундеслиге. 31 августа 2009 года, в последний день летнего трансферного окна, он был отдан в аренду австрийскому «Риду».
Летом 2010 года Атде Нухиу подписал трёхлетний контракт с возможностью продления с венским «Рапидом». Сезон 2012/13 косовар на правах аренды провёл за клуб турецкой Суперлиги «Эскишехирспор». 25 июля 2013 года он заключил трёхлетнее соглашение с английской командой «Шеффилд Уэнсдей».

## Карьера в сборной
24 марта 2017 года Атде Нухиу дебютировал в составе сборной Косова в матче отборочного турнира чемпионата мира 2018 года против команды Исландии, выйдя в основном составе. На 52-й минуте этой встречи он забил свой первый гол за национальную команду, сократив отставание в счёте.

## Статистика выступлений

### В сборной
| Матчи и голы Атде Нухиу за сборную Косова | Матчи и голы Атде Нухиу за сборную Косова | Матчи и голы Атде Нухиу за сборную Косова          | Матчи и голы Атде Нухиу за сборную Косова | Матчи и голы Атде Нухиу за сборную Косова | Матчи и голы Атде Нухиу за сборную Косова | Матчи и голы Атде Нухиу за сборную Косова |
| №                                         | Дата                                      | Место проведения                                   | Соперник                                  | Счёт                                      | Голы                                      | Соревнование                              |
| ----------------------------------------- | ----------------------------------------- | -------------------------------------------------- | ----------------------------------------- | ----------------------------------------- | ----------------------------------------- | ----------------------------------------- |
| 1                                         | 24 марта 2017                             | Лоро Боричи, Шкодер                                | Исландия                                  | 1:2                                       | 1                                         | Квалификация ЧМ 2018                      |
| 2                                         | 11 июня 2017                              | Лоро Боричи, Шкодер                                | Турция                                    | 1:4                                       | —                                         | Квалификация ЧМ 2018                      |
| 3                                         | 2 сентября 2017                           | Максимир, Загреб                                   | Хорватия                                  | 0:1                                       | —                                         | Квалификация ЧМ 2018                      |
| 4                                         | 5 сентября 2017                           | Лоро Боричи, Шкодер                                | Финляндия                                 | 0:1                                       | —                                         | Квалификация ЧМ 2018                      |
| 5                                         | 6 октября 2017                            | Лоро Боричи, Шкодер                                | Украина                                   | 0:2                                       | —                                         | Квалификация ЧМ 2018                      |
| 6                                         | 9 октября 2017                            | Лаугардалсвёллур, Рейкьявик                        | Исландия                                  | 0:2                                       | —                                         | Квалификация ЧМ 2018                      |
| 7                                         | 13 ноября 2017                            | Олимпийский стадион Адем Яшари, Косовска-Митровица | Латвия                                    | 4:3                                       | —                                         | Товарищеский матч                         |
| 16                                        | 24 марта 2018                             | Жан Роллан, Франконвиль                            | Мадагаскар                                | 1:0                                       | —                                         | Товарищеский матч                         |
| 17                                        | 27 марта 2018                             | Жан Роллан, Франконвиль                            | Буркина-Фасо                              | 2:0                                       | —                                         | Товарищеский матч                         |
| 18                                        | 29 мая 2018                               | Летцигрунд, Цюрих                                  | Албания                                   | 3:0                                       | —                                         | Товарищеский матч                         |
| 18                                        | 10 сентября 2018                          | Фадиль Вокри, Приштина                             | Фареры                                    | 2:0                                       | 1                                         | Лига наций УЕФА 2018/2019                 |
| 18                                        | 14 октября 2018                           | Летцигрунд, Цюрих                                  | Фареры                                    | 1:1                                       | —                                         | Лига наций УЕФА 2018/2019                 |
| 18                                        | 20 ноября 2018                            | Фадиль Вокри, Приштина                             | Азербайджан                               | 4:0                                       | —                                         | Лига наций УЕФА 2018/2019                 |

Итого: 13 матчей / 2 гола; eu-football.info Архивная копия от 24 июня 2018 на Wayback Machine.